# Anouk van Nes
Anouk van Nes, née le 26 mars 1971 à Amsterdam, est une actrice et présentatrice néerlandaise.

## Filmographie

### Cinéma et téléfilms
- 2002-2003 : Goede tijden, slechte tijden : Roxy Belinfante
- 2003 : SOH10 the Opera : La dealer de drogue
- 2006 : Spoorloos verdwenen (nl) : Loes van Dam
- 2006 : Lotte : Diana Dubois
- 2009 : Zeg 'ns Aaa (nl) : Viola van den Oever
- 2013 : Het Imperium (nl) : Leandra Salverda

## Animation
- 2003 : Yorin Goes Out: Présentatrice
- 2005-2006 : De Vakantievrouw : Présentatrice